# Rathjensdorf
Rathjensdorf est une commune allemande du Schleswig-Holstein, située dans l'arrondissement de Plön, à trois kilomètres au nord de la ville de Plön. Rathjensdorf fait partie de l'Amt Großer Plöner See qui regroupe dix communes entourant le lac Großer Plöner See.